# Donnement
Donnement é uma comuna francesa na região administrativa de Grande Leste, no departamento de Aube. Estende-se por uma área de 11,24 km². Em 2010 a comuna tinha 76 habitantes (densidade: 6,8 hab./km²).